# ロバート・ロロ (第4代ロロ卿)
第4代ロロ卿ロバート・ロロ（英語: Robert Rollo, 4th Lord Rollo、1679年6月12日 – 1758年3月8日）は、スコットランドの貴族、軍人。ジャコバイトであり、1715年ジャコバイト蜂起にも参加したものの、1745年ジャコバイト蜂起には参加しなかった。

## 生涯
第3代ロロ卿アンドリュー・ロロとマーガレット・バルフォア（Margaret Balfour、1734年10月20日没、第3代バーレイのバルフォア卿ジョン・バルフォアの娘）の次男として生まれた。1701年3月1日に父が死去すると、ロロ卿の爵位を継承、1703年5月11日にスコットランド議会議員に正式に就任した。その後、1706年の合同条約に賛成したが、ハノーヴァー朝の時期に勃発した1715年ジャコバイト蜂起に参加、同年のシェリフミュアの戦いに参戦した後、翌年に政府軍に投降した。
その後、1717年恩赦法により恩赦され、1745年ジャコバイト蜂起に参加しなかった。1747年、政府より200ポンドの年金を与えられた。
1758年3月8日に死去、長男アンドリューが爵位を継承した。

## 家族
1702年6月4日、メアリー・ロロ（1685年 – 1765年4月16日、サー・ヘンリー・ロロの娘）と結婚、6男3女を儲けた。
- アンドリュー（1703年 – 1765年） - 第5代ロロ卿
- ヘンリー（1705年6月12日 – 1745年7月2日） - 1724年7月25日、アン・ルーヴェン（Anne Ruthven、ジェームズ・ジョンストン（後に姓をルーヴェンに改める）の娘）と結婚
- ジョン（1708年 – 1783年） - 第6代ロロ卿
- メアリー（1709年6月25日 – 1739年7月3日） - 1731年2月11日、デイヴィッド・ドラモンド（David Drummond）と結婚、子供あり
- ジェームズ（1713年8月26日 – 1732年3月26日）
- ジーン（1717年5月6日 – 1780年1月9日） - 1749年8月29日、ロバート・ジョンソン（Robert Johnson、1780年2月20日没）と結婚、子供あり
- イソベル（Isobel、1718年11月22日 – 1751年11月24日） - 1746年9月29日、ジョン・エイトン（John Aytoun）と結婚、子供あり
- クレメント・ソビエスキ（1720年5月24日 – 1762年6月14日） - 1756年8月4日、メアリー・アメリア・アーヴァイン（Mary Amelia Irvine、ジョン・アーヴァインの長女）と結婚、子供あり
- ウィリアム・ロバート・ダンバー（William Robert Dunbar、1729年12月25日 – 1744年4月8日）